# 奥迪·墨菲
奥迪·里昂·墨菲（英語：Audie Leon Murphy；1924年6月20日—1971年5月28日），有译名称之为“墨菲无敌”，生於美國德克薩斯州亨特縣，曾加入美國陸軍。在二戰歐洲戰場中的戰功，讓他獲得榮譽勳章。在退役後，他成為電影演員，共演出過44部電影。1971年5月28日乘坐飛機出行時不幸墜毀逝世。

## 生平
奥迪·墨菲出生在一個佃農家庭中。其父親離開他們家庭，而母親在他青少年的時候過世。在小學五年級時，奥迪·墨菲就退學，去撿棉花以及其他農田中的零工賺錢，也用獵槍打獵，來養活他的家人。他姐姐幫他製造假的出生證明，讓他能夠符合軍隊的最低入伍標準，讓他順利從軍。
在被美國海軍及海軍陸戰隊拒絕之後，奥迪·墨菲加入美國陸軍。1944年，在受訓結束之後，奥迪·墨菲隨部隊前往歐洲戰場，參與義大利戰役中的西西里島戰役，隨後參加鵝卵石行動進攻安濟奧。
在1944年8月15日開始的龍騎兵行動中，在蒙特利馬爾，奥迪·墨菲取得他在二次大戰中的第一個功績。10月，他率領同袍，成功突襲一座採石場。

## 扩展阅读
- Smith, David A. . Regnery History. 2015. ISBN 978-1-62157-317-3.